# 三井高陽
三井 高陽（みつい たかはる、1900年（明治33年）7月10日 - 1983年（昭和58年）5月19日）は、日本の華族。爵位は男爵。三井財閥の創業者一族である三井十一家のうち南家の10代目当主。

## 来歴
1900年（明治33年）、三井南家の跡取り息子として東京府に生まれる。
1922年（大正11年）、慶應義塾大学部理財科・慶應義塾大学院を修了した後、三井鉱山に入社。ドイツに留学し、経済史、交通史などを修得して帰国した。慶應義塾や逓信省の付属研究所で講師をつとめた後、三井物産や三井鉱山の取締役、三井船舶の初代社長などを歴任した。
父の死去に伴い1937年（昭和12年）2月1日に男爵を襲爵した。また郵趣家でもあり、とりわけ軍事郵便の研究者として、『世界軍事郵便概要』（増井幸雄と共著、国際交通文化協会、1939年）など切手に関する著作を書いた。
戦後は公職追放。女子美術大学理事長などを務めながら、ほぼ切手コレクターとしての活動に余生を費やした。

## 家族
父は三井南家9代当主である三井高徳（寿太郎）。妻は一条実孝の娘、正子。

## 文化活動
- 日本文学報国会監事（1942年 - 1945年）
- 日独協会会長（1965年（昭和40年）から1984年（昭和59年）まで）[2]
- 日墺協会名誉会長 - 1938年（昭和13年）にウィーン大学に日本研究所を設置する事業を後援。所長は民族学者の岡正雄、助手として採用されたのはアレクサンダー・スラヴィクだった。この研究所は戦後に再建され、1964年（昭和39年）に日本文化研究所（Institut für Japanologie）として独立する。
- 日独文化協会理事長

## 著作
網の目のように張りめぐらされた人工の運河や大河がインフラとしてヨーロッパ経済・文化の興隆をもたらした点について考察している。
- 交通物語（丁未出版社、1932年）
- 世界交通史話（同文館出版部、1941年）
- 日本交通文化史（地人書館、1942年）
- 交通の発達（東亜書院、1944年）
- ドイツ文化史―交通史からの展望（日独協会、1958年）
- 美しき国オーストリア（日墺協会、1972年）

## 邸宅
昭和初期に建てられた高陽の邸宅（文京区目白台）は、留学経験のある大企業家・華族の嗜好が反映されたスパニッシュ風の建築物であり、学術的にも高い評価を受けていた。第二次世界大戦後には、極東国際軍事裁判（東京裁判）における首席検事、ジョセフ・キーナンの宿舎として使われ、その後は講談社第一別館となっていた。2006年（平成18年）、耐震性増強工事のコストが新築コストよりも高いと判断され、解体された。
また、東京都千代田区九段南にあるイタリア文化会館の土地は、高陽が第二次世界大戦前にイタリア政府に寄贈したものである。同会館は戦時中に完成・開館したが、東京大空襲によって一部が破壊された。

## 叙勲
- 紺綬褒章（1935年）
- 藍綬褒章（1957年）
- 勲二等旭日重光章（1970年）